# 内蒙古自治区经济
内蒙古经济是指中华人民共和国内蒙古自治区的经济。

## 概况
从1996年至2016年的21年里，内蒙古地区生产总值增速一直高于中国国内生产总值增速。2002年至2009年内蒙古地区生产总值增速连续八年排名中国各省级行政区第一位。然而，这一阶段经济高速增长主要依赖能源、冶金等资源型产业，产业结构不平衡。经济增长主要依赖投资，而投资主体多为中央企业或其他大型国有企业，民众收入增长落后于地区生产总值增长，有“省富民穷”之说。经济增长带来的资源消耗、环境破坏也较为严重。呼和浩特、包头、鄂尔多斯三地经济发展领先，据2017年统计呼包鄂地区生产总值约占内蒙古自治区的60％，工业增加值占自治区的50％以上。内蒙古东部的五个盟市经济相对落后。

## 经济数据
2017年内蒙古自治区地区生产总值为16,103.2亿元人民币，以可比价格计算较上年增长4.0%；人均生产总值63,786元人民币，在省级行政区排名第9位，增长3.6%。第一产业增加值为1,647.2亿元，较上年增长3.7%；第二产业增加值6,408.6亿元，同比增长1.5%；第三产业增加值8,047.4亿元，同比增长6.1%。三次产业比例为10.2：39.8：50.0。第一产业、第二产业、第三产业对经济增长的贡献率分别为10.3%、14.8%和74.9%。2018年1月内蒙古自治区政府主席布小林做政府工作报告时承认自治区生产总值、财政收入数据此前长期存在虚报问题；受“挤水分”影响，自治区2017年生产总值增速下调至4.0%，增速低于全国平均值。
2020年内蒙古自治区地区生产总值完成17359.8亿元，按可比价计算，比上年增长0.2%。其中，第一产业增加值2025.1亿元，增长1.7%；第二产业增加值6868.0亿元，增长1.0%；第三产业增加值8466.7亿元，下降0.9%。三次产业比例为11.7:39.6:48.8。2020年内蒙全区人均GDP按年平均汇率折合突破1万美元。

## 工业
源工业、化学工业、高新技术业、冶金建材工业、装备制造业、农畜产品加工业被称作内蒙古自治区的六大支柱产业。内蒙古工业经济高度依赖煤电产业，截至2018年末煤电产业增加值占规模以上工业增加值的51.4%，有“一煤独大”之说。2018年，内蒙古规模以上工业企业原煤产量为92597.9万吨，较前一年增长8.7%，产量位居中国各省级行政区第一位，占全国总产量的26.1%。鄂尔多斯市、锡林郭勒盟、呼伦贝尔市三地原煤产量最多。2017年，内蒙古发电装机容量、外送电量两项指标排名中国第一，风电、光伏装机容量中国领先。2018年内蒙古规模以上工业企业发电量总计4828.3亿千瓦时，较上年增长12.4%。其中，火力发电4138.4亿千瓦时，水力发电34.7亿千瓦时，风力发电570.3亿千瓦时，太阳能发电84.9亿千瓦时。鄂尔多斯市火力、水力发电量排名自治区第一，占自治区总量分别为23.8%和62.5%。乌兰察布市风力发电量最大，占自治区的19.8%。能源企业伊泰集团、内蒙古电力集团入选中国企业联合会、中国企业家协会发布的2018年中国企业500强榜单。伊泰集团2017年营业收入排名内蒙古各企业第一位，营业收入、煤炭产量分别排在中国煤炭企业的第16位和第15位。内蒙古是中国重要的现代煤化工、天然气化工、氯碱化工基地，煤制乙二醇、电石、甲醇、烧碱、纯碱、聚氯乙烯等主要产品产量在中国排名居前，据2016年统计煤制油、煤制天然气产量产能排名中国第一，鄂尔多斯被称为中国最大的现代煤化工基地。内蒙古高新技术业主要包括稀土产业、电子计算机及通信业、医药制造业等。包头稀土高新技术产业开发区是中国唯一以稀土资源命名的国家级高新技术产业开发区，高新区以永磁、催化、合金产业作为“三主”，储氢、抛光、发光产业作为“三辅”，2018年稀土抛光、储氢材料产量位列中国第一。包钢集团是中国重要的钢铁基地，钢铁产能千万吨级；此外，包钢还被称作世界最大的稀土工业基地。内蒙古装备制造业的主要企业有内蒙古第一机械集团、内蒙古北方重工业集团等。北重集团旗下上市公司北方股份连续6年入选2018年全球工程机械制造商50强排行榜。呼和浩特市号称“乳都”，总部在呼和浩特的伊利集团2018年营业收入、净利润排名亚洲乳品企业第一。内蒙古被称为世界最大的羊绒加工基地，有鄂尔多斯集团、鹿王集团等多家羊绒加工公司，主要出产无毛绒和羊绒衫。
新能源、新材料、节能环保、高端装备、云计算大数据、生物科技、蒙中医药等产业是内蒙古自治区重点培育的战略新兴产业。截至2017年底，内蒙古云计算上线服务器装机容量达70万台，排名中国各省级行政区第一名。自治区统计部门将内蒙古规模以上工业的状况概括为“四多四少” ，即传统产业多新兴产业少、低端产业多高端产业少、资源型产业多高附加值少、劳动力密集型产业多资本科技密集型产业少；内蒙古工业高度依赖煤电产业；战略新兴产业发展缓慢、没有形成完整产业链、产值小、对自治区工业贡献较小；区域发展不平衡，呼包鄂规模以上工业发达、占比重大，东五盟市规模以上工业落后、增速缓慢；民营工业实力较弱、规模小、盈利能力差。

## 农业
2018年，内蒙古自治区农林牧渔业总产值2989.1亿元人民币，增加值1782.9亿元。其中，农业产值1515.2亿元，林业产值100.9亿元，牧业产值1292.5亿元，渔业产值31.6亿元，农林牧渔服务业产值49.0亿元。内蒙古是中国13个粮食主产省区之一、6个粮食净调出省区之一。2017年，内蒙古牛奶、羊肉、羊绒产量位居中国各省级行政区第一名。
阴山以东、以南以及大兴安岭地区是内蒙古的农业区和半农业区。据2018年统计公报，内蒙古粮食产量最高的是玉米，其次为小麦、大豆、薯类、稻谷等。内蒙古玉米主要产区为内蒙古东部、西部的黄河灌区、土默川平原，小麦主要产自呼伦贝尔市和巴彦淖尔市。乌兰察布市是马铃薯的主产区。水稻主要产自东部四盟市，尤其是兴安盟。大豆主要产区为呼伦贝尔市。
呼伦贝尔草原、锡林郭勒草原、科尔沁草原、乌兰察布草原、鄂尔多斯草原、乌拉特草原被称为内蒙古自治区的六大草原。大兴安岭山地及两侧的高原和丘陵分布有草甸草原，降水丰沛、土壤肥沃，适合大型牲畜，占草地比重最大的典型草原主要分布在呼伦贝尔高原中西部、锡林郭勒高原、阴山北麓、鄂尔多斯高原东部和西辽河平原南部，荒漠草原位于锡林郭勒高原西北、乌兰察布高原及鄂尔多斯高原西部，较为干旱，适合养羊。荒漠草原以西的鄂尔多斯高原西北、阿拉善高原东部是荒漠化草原，适合养殖骆驼、羊，荒漠化草原以西为荒漠，最为干旱，以出产骆驼为主。

## 金融
2020年内蒙古全区金融机构人民币存款余额24970.0亿元。全区拥有保险机构共有2932家，
包头市商业银行原本是内蒙古自治区最早成立的城市商业银行，2020年内蒙古包商银行宣布破产，是中华人民共和国历史上第四家破产的银行。